# Борки (Ветковский район)
Борки (бел. Баркі) — деревня в Даниловичском сельсовете Ветковского района Гомельской области Белоруссии. 

## География

### Расположение
В 14 км на северо-запад от Ветки, 13 км от Гомеля, 9 км от железнодорожной станции Лазурная (на линии Жлобин — Гомель).

### Гидрография
На западе сеть мелиоративных каналов, соединенных с рекой Беличанка (приток реки Уза).

## Транспортная сеть
Транспортные связи по просёлочной, затем автомобильной дороге Даниловичи — Ветка. Планировка состоит из короткой прямолинейной улицы с переулком, ориентированной с юго-запада на северо-восток. Застройка деревянная, усадебного типа.

## История
По письменным источникам известна с XIX века как фольварк, хозяин которого в 1866 году владел 1347 десятинами земли. С 1890 года действовала винокурня.
В 1926 году в Замостёвским сельсоветом Гомельского района Гомельского округа. В 1930 году организован колхоз. 32 жителя погибли на фронтах Великой Отечественной войны. В 1947 году в деревню переселились жители посёлка Новофёдоровский. В 1959 году в составе колхоза имени И. С. Лебедева (центр — деревня Даниловичи).

## Население

### Численность
- 2004 год — 8 хозяйств, 14 жителей.

### Динамика
- 1926 год — 20 дворов, 123 жителя.
- 1940 год — 52 двора, 184 жителя.
- 1959 год — 187 жителей (согласно переписи).
- 2004 год — 8 хозяйств, 14 жителей.